# Tête de lionne
Tête de lionne est un tableau réalisé par le peintre français Théodore Géricault vers 1819. Cette huile sur toile représente une tête de lionne de profil. Elle est aujourd'hui conservée au musée du Louvre, à Paris.